# Суда (станция)
Суда — железнодорожная станция в посёлке Суда Череповецкого района Вологодской области. Относится к железнодорожной линии Подборовье — Кошта. 
Отсюда идут двухпутные ветки к Череповцу (Вологде) и Тихвину (Санкт-Петербургу).  

## История
Станция была построена в 1906 году при строительстве Петербурго-Вологодской железной дороги. Название станция получила по реке Суда.
В 1919 году строится участок Весьегонск — Суда. Планировалось, что данный отрезок будет частью железной дороги Савёлово — Сонково — Весьегонск — Суда (участок Овинище — Весьегонск — Суда). В 1920 году закрытие данного участка.

## Движение
Осуществляется пригородное движение Вологда — Бабаево с остановкой в Суде. Железнодорожная ветка электрифицирована.
Также осуществляется курсирование пассажирских поездов дальнего следования, следующих от Санкт-Петербурга через Вологду и далее. Расписание движение поездов дальнего следования постоянное и сезонное.

## Железнодорожное сообщение[5]
| № поезда | Маршрут движения               | № поезда | Маршрут движения               |
| -------- | ------------------------------ | -------- | ------------------------------ |
| 071Е     | Екатеринбург — Санкт-Петербург | 072Е     | Санкт-Петербург — Екатеринбург |
| 149У     | Челябинск — Санкт-Петербург    | 150А     | Санкт-Петербург — Челябинск    |
| 013Н     | Новокузнецк — Санкт-Петербург  | 014Н     | Санкт-Петербург — Новокузнецк  |
| 317Я     | Вологда — Санкт-Петербург      | 318Я     | Санкт-Петербург — Вологда      |
| 077Я     | Воркута — Санкт-Петербург      | 078Я     | Санкт-Петербург — Воркута      |
| 097Ч     | Сыктывкар — Санкт-Петербург    | 098Я     | Санкт-Петербург — Сыктывкар    |
| 117Я     | Лабытнанги — Санкт-Петербург   | 118Я     | Санкт-Петербург — Лабытнанги   |

| № поезда | Маршрут движения  | № поезда | Маршрут движения  |
| -------- | ----------------- | -------- | ----------------- |
| 6049     | Вологда — Бабаево | 6050     | Бабаево — Вологда |

## Инфраструктура
Имеется здание железнодорожного вокзала. 
Ведётся приёмка и выгрузка грузов подъездных путях и местах необщего пользования и допускаемых к хранению на открытых площадках. Также ведётся продажа билетов на пассажирские поезда.